# Боливар (Тенеси)
Боливар (енгл. Bolivar) град је у америчкој савезној држави Тенеси.

## Демографија
По попису из 2010. године број становника је 5.417, што је 385 (-6,6%) становника мање него 2000. године.
| Група             | 2000.         | 2010.         |
| Белци             | 2.439 (42,0%) | 1.907 (35,2%) |
| Афроамериканци    | 3.272 (56,4%) | 3.335 (61,6%) |
| Азијати           | 29 (0,5%)     | 55 (1,0%)     |
| Хиспаноамериканци | 35 (0,6%)     | 73 (1,3%)     |
| Укупно            | 5.802         | 5.417         |